# Judi Connelli
Judi Connelli (Brisbane, 20 luglio 1947) è un'attrice e mezzosoprano australiano, nota soprattutto come interprete di opere, operette e musical teatrali.

## Biografia
Ha fatto il suo debutto sulle scene nel 1975 nella prima australiana del musical Applause, un adattamento teatrale del film Eva contro Eva premiato con il Tony Award al miglior musical, in cui interpretava Eve Harrington accanto alla Margo Channing di Eve Arden. Successivamente, nel 1981 recitò nel musical The Best Little Whorehouse in Texas in scena all'Her Majesty's Theatre di Melbourne e nella produzione del debutto australiano di Chicago, in cui interpretava Mama Morton. Rimase nel cast di Chicago per tutta la tournée, che toccò anche Adelaine, Brisbane e Sydney, dove il musical fu messo in scena alla Sydney Opera House.
Nel 1988 si unì all'Opera Australia, con cui debuttò alla Sydney Opera House nel melodramma di Igor' Fëdorovič Stravinskij La carriera di un libertino, in cui cantava il ruolo di Mother Goose. Rimase con l'Opera Australia per oltre quindici anni, interpretando ruoli principali in numerosi musical ed operette alla Sydney Opera House, tra cui: Golde in Fiddler on the Roof (1992), Zozo nella Vedova Allega (1993), la signra Peachum ne L'opera da tre soldi (1994), Mrs. Lovett in Sweeney Todd: The Demon Barber of Fleet Street (2003), Katisha ne Il Mikado (2005) e la Duchessa di Plazo-Toro in The Gondoliers (2006). Follies a Sydney nel 1998, Gypsy nel 2000, una tournée australiana di Cabaret. Nel 2005 ha interpretato Norma Desmond in una versione semiscenica del musical Sunset Boulevard, mentre l'anno successivo è la vecchia signora nell'operett a di Leonard Bernstein Candide a Perth.
Nel 2008 ha recitato a Melbourne nel musical My Fair Lady, mentre nel 2010 ha recitato nella tournée australiana di Mary Poppins. All'attività teatrale ha affiancato quella di solista nei concerti con la Melbourne Symphony Orchestra e la Sydney Symphony Orchestra, e quella di cabarettista in Australia, New York e Londra.
Connelli è dichiaratamente lesbica.

## Filmografia parziale

### Televisione
- Dottori agli antipodi - serie TV, 6 episodi (1978–1979)
- Wandin Valley - serie TV, 2 episodi (1986)